# Weistum
Als Weistum (bis 1901 Weisthum, abgekürzt Weisth.; Plural: Weistümer bzw. Weisthümer) wird eine historische Rechtsquelle bezeichnet, die in der Regel mündlich überliefert oder nach Verhandlungen protokolliert wurde.
Das Deutsche Wörterbuch der Brüder Grimm führt den Begriff zurück auf „kollektive Aussage rechtskundiger Männer über das bestehende Recht“, wobei hier in erster Linie der Vorgang der unmittelbaren Rechtsfindung gemeint ist und nicht die geschriebene Form. Das Weistum wird zum Teil auf Stammesrechte bis hin zum nordischen Thing zurückgeführt.
Das Wort Weistum entstammt den Quellen nach aus dem Gebiet des mittleren Rheins und der Mosel. In den Quellen anderer Regionen sind andere Bezeichnungen üblich, in Süddeutschland beispielsweise Ehaft und Ehafttaiding, im Elsass Dinghofrodel und in Niederdeutschland Willkür oder Beliebung. In der Schweiz nannte man sie Offnung, in Österreich Banntaiding. Die bäuerlichen Weistümer waren vor allem in Südwestdeutschland, in der Schweiz und in Österreich verbreitet.

## Ursprung des Wortes Weistum aus dem Rechtsbrauch in den Zeiten der rein mündlichen Tradition
Vor Aufzeichnung der Weistümer wurden die mündlich überlieferten Rechtssätze dadurch lebendig und in Erinnerung gehalten, dass an festen jährlichen Thing- oder später Gerichtstagen die Gesetzessprecher bzw. Richter diese der Versammlung der Einwohner auswendig vortrugen.
Die Eingangsformel für die Rechtssätze lautete in bestimmten Gebieten: Wir weisen dem Herrn auf unseren Eyd... oder Wir weisen der Gemeinde auf unseren Eyd (Eid), dieses oder jenes Recht zu. Das waren z. B. das Recht des Grundherrn, eine bestimmte Abgabe bestimmter Höhe von den Gemeindemitgliedern zu erhalten, einschließlich Bestimmungen über die Art und Weise der Leistungserbringung. Ein Beispiel: Und soll man das Korn liefern uf zwo Meilen Wegs ohne Fels, Berge und Schiffreiche Wasser, uf unsere Kosten. Daher wurden die Richter auch als Wisende oder Weisende bezeichnet, also als das Recht weisende, nicht wissende.

## Eigenschaft und Bedeutung

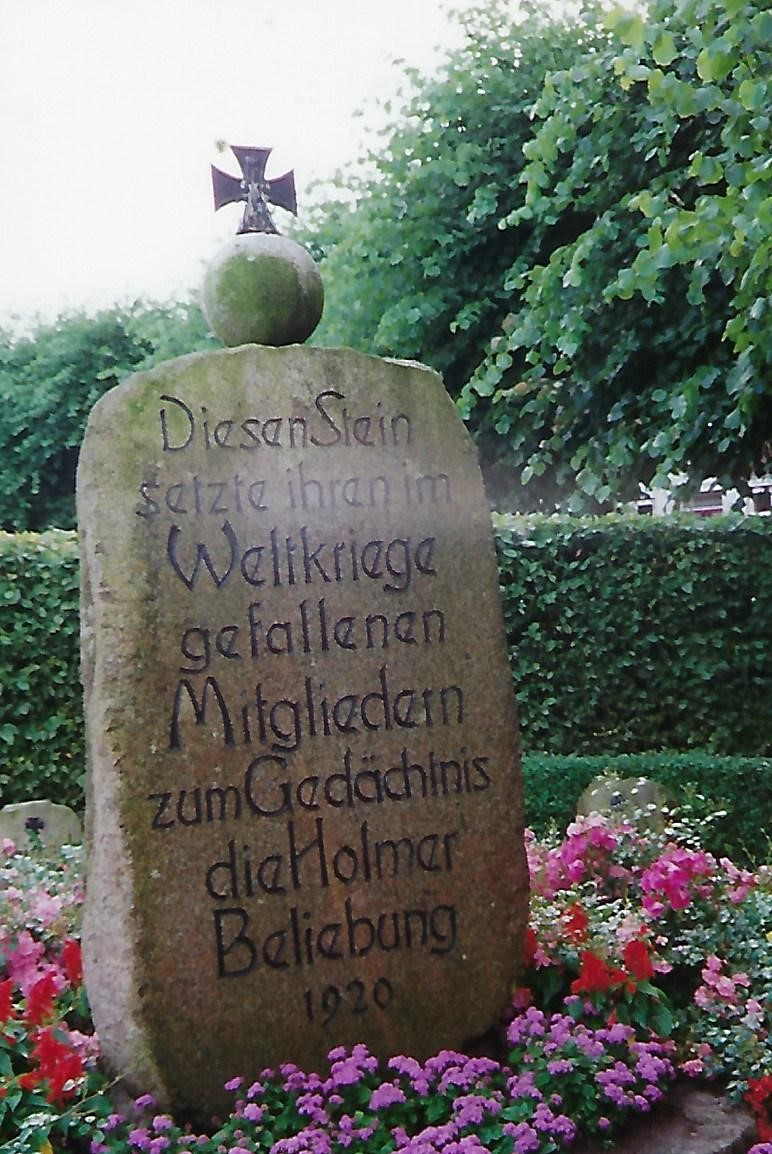
Gedenkstein für die Gefallenen der Holmer Beliebung (1920)

Das Weistum (ahd. wistuom „Weisheit“; ahd. wisen „belehren“) ist in seiner Grundsatzbedeutung die Auskunft rechtskundiger Männer über das geltende Recht. Nach mittelalterlicher Auffassung war das Recht kein in Satzungen festgehaltenes, erlassenes Recht, sondern das durch Übung innerhalb einer Gemeinschaft entstandene Gewohnheitsrecht. Das in einem Rechtsfall anzuwendende Recht musste von den Schöffen (mhd. schaffen „gestalten“, „anordnen“) aus dem überkommenen Recht „geschöpft“ (= entnommen) und „gewiesen“ werden.
Weistümer sind überwiegend ländliche Rechtsquellen des Mittelalters und der Neuzeit, die durch eine Weisung zustande gekommen sind, durch die Auskunft rechtskundiger Personen über einen bestehenden Rechtszustand in einer hierzu einberufenen Versammlung. Die entsprechenden Aufzeichnungen sind daher als „standardisiertes Artefakt anzusprechen, das für einen umschriebenen Kreis legitimer bzw. angesprochener Rezipienten, nämlich die «Herrschaft» und die bäuerlichen Grundholden/Gerichtsinsassen, bestimmt ist.“ Weisungen im weiteren Sinn erscheinen am frühesten in den sogenannten germanischen Volksrechten. Weisungen im engeren Sinn sind ländliche Rechtsquellen des späten Mittelalters und der Frühen Neuzeit. Sie dienten vorwiegend zur Klärung strittiger Fragen im Rechtsverhältnis von Grundherren und Bauern. Der Anlass zur Bildung von Weistümern war nach Ort und Zeit verschieden. Er stand beispielsweise im Zusammenhang mit der Aufgabe des herrschaftlichen Eigenbaus oder einer Änderung der Gerichtsverfassung. Die Herstellung der inneren Ordnung in der Grundherrschaft war Anlass, aber manchmal auch die Auseinandersetzung mit konkurrierenden Herren. Weistümer entstanden überwiegend auf Verlangen der Herrschaft durch die Weisung bäuerlicher Schöffen im Dorfgericht.
Auch die Weistümer im engeren Sinn haben keinen einheitlichen Inhalt. Die Regelung des Verhältnisses von Grundherr und Gemeinde steht nach der Anzahl der Bestimmungen an erster Stelle. Abgaben und Dienste werden geregelt und die Nutzung von Wald, Weide und Wasser. Die Besetzung, Zuständigkeit und Strafgewalt des dörflichen Gerichts ist ein Thema. Weistümer dienten vor allem aber auch der Regelung des dörflichen Lebens und der bäuerlichen Wirtschaft.
Weistümer sind wichtige Quellen für die Wirtschafts- und Sozialgeschichte und für die Rechts- und Verfassungsgeschichte. In Deutschland gibt es keine zeitgenössischen überregionalen, sondern nur räumlich begrenzte Weistümer-Sammlungen. Ein frühes Weistum aus dem Jahr 1386 ist für Köln-Deutz dokumentiert. Aus Nordfriesland stammt die 1426 formulierte Siebenhardenbeliebung.
Als Reichsweistum wird eine von mittelalterlichen Herrschern urteilsartig gegebene Entscheidung bezeichnet. Bereits Otto der Große erließ 938 oder 942 ein Reichsweistum über das Eintrittsrecht der Enkel. Das Rhenser Reichsweistum von 1338 führte 1356 zur Goldenen Bulle, die die Königswahl und die Stellung der Reichsfürsten regelte. Aus einem Weistum entstand somit ein Grundgesetz, das im gesamten Reich Gültigkeit hatte.

## Zwei Weistümer aus der Kurpfalz
Seit Beginn des 15. Jahrhunderts hat die kurpfälzische Verwaltung durch Befragung der Untertanen Weistümer aufgestellt, diese gesammelt und gelegentlich auch erneuert. Es ging ihr darum, sich über die bestehenden Rechtsverhältnisse in einem erworbenen Gebiet Klarheit zu verschaffen.

### Dorfweistum Schluchtern
Schluchtern ist heute Teilort der Gemeinde Leingarten im Landkreis Heilbronn. Neben den Herren von Neipperg und anderen Grundherren waren hier im 14. Jahrhundert auch die Herren von Weinsberg begütert. Deren Gerichtsbarkeit, Leibeigene, Güter und Kelter kamen über Pfalz-Mosbach 1499 durch Erbfall an die Kurpfalz. Im Schluchterner Weistum aus dem 16. Jahrhundert werden die geltenden Rechte formuliert:
1. Hohe obrigkeit (herrschaftliche Gewalt), 2. Kirchensatz (Besetzung der Pfarrstelle), 3. Schatzung (Steuer), 4. Wein- und fruchtzoll, 5. Umgeld (Verbrauchsteuer), 6. Gemeine rays (Kriegszug), 7. Frondienst mit roß und hand (Hand- und Spanndienste der Bauern), 8. Frevel und bueß (Geldstrafe und Bußgeld), 9. Waldainung (Genossenschaft), 10. Wald und wildbahn (Jagdrecht), 11. Fischerey und wasserbech (Nutzungsrecht an den Bächen), 12. Abzug (Abzugsgeld), 13. Innzug (Bürgergeld), 14. Keltern, 15. Wein- und fruchtzehenden (Zehnt), 16. Jahr- und wochenmärck (Märkte), 17. Oberhoff (Obergericht), 18. Meß, maß und gewicht (Maße und Gewichte), 19. Stendige gefäll (Einkünfte), 20. Volgen, waß fremde vor gefäll zu Schluchtern haben (Einkünfte fremder Grundherren), 21. Leibaigene leut und haubtrecht (Abgabe beim Tod an den Leibherrn), 22. Herdrecht (Abgabe beim Tod an den Grundherrn), 23. Volgende herrschaft haben leibaigene zu Schluchtern und sonsten nichts zu gebieten (Rechte fremder Herrschaften), 24. Schluchterer gemarkung.

### Dorfweistum Dallau
Dallau ist heute Teilort der Gemeinde Elztal im Neckar-Odenwald-Kreis. Das Dorf kam 1330 unter pfälzische Landeshoheit. Ab 1499 teilten sich der Deutsche Orden und die Kurpfalz die Ortsherrschaft je zur Hälfte. Je sechs Untertanen der Pfalz und sechs vom Deutschen Orden saßen als Urteiler im Dorfgericht. Ein Abschnitt im Dorfweistum gibt Einblick in dessen Entstehung:
1541 befragte der pfälzische Amtmann der zuständigen Kellerei Lohrbach die sechs ältesten, in Dallau geborenen inwoner. Der Pfälzer Schultheiß von Dallau war neben seinen Kollegen aus Burckheim (Neckarburken) und Sulzbach und dem Forstknecht als Zeuge anwesend. Der „Keller“ befragte in diesem Fall also die sechs ältesten Einwohner des Ortes und nicht die sechs rechtskundigen Pfälzer Gerichtsmänner oder ausschließlich die Untertanen der Pfalz.